# Eric Bergoust
Eric Bergoust (ur. 27 sierpnia 1969 w Missouli) – amerykański narciarz dowolny. Zdobył złoty medal w skokach akrobatycznych na igrzyskach olimpijskich w Nagano. Zdobył złoty medal w skokach akrobatycznych podczas mistrzostw świata w Meiringen oraz srebrny na mistrzostwach świata w Iizuna. Najlepsze wyniki w Pucharze Świata osiągnął w sezonie 2001/2002, kiedy to zwyciężył w klasyfikacji generalnej i w klasyfikacji skoków akrobatycznych. Małą Kryształową Kulę w klasyfikacji skoków zdobył także w sezonie 2000/2001 (w klasyfikacji generalnej był drugi), a w sezonie 1995/1996 zajął trzecie miejsce.
W 2006 r. zakończył karierę.

## Osiągnięcia

### Igrzyska olimpijskie
| Miejsce | Dzień     | Rok  | Miejscowość    | Konkurencja        | Zwycięzca            |
| ------- | --------- | ---- | -------------- | ------------------ | -------------------- |
| 7.      | 24 lutego | 1994 | Lillehammer    | Skoki akrobatyczne | Andreas Schönbächler |
| 1.      | 18 lutego | 1998 | Nagano         | Skoki akrobatyczne | -                    |
| 12.     | 19 lutego | 2002 | Salt Lake City | Skoki akrobatyczne | Aleš Valenta         |
| 17.     | 23 lutego | 2006 | Turyn          | Skoki akrobatyczne | Han Xiaopeng         |

### Mistrzostwa świata
| Miejsce | Dzień       | Rok  | Miejscowość | Konkurencja        | Zwycięzca        |
| ------- | ----------- | ---- | ----------- | ------------------ | ---------------- |
| 2.      | 9 lutego    | 1997 | Iizuna      | Skoki akrobatyczne | Nicolas Fontaine |
| 1.      | 13 lutego   | 1999 | Meiringen   | Skoki akrobatyczne | -                |
| 4.      | 20 stycznia | 2001 | Whistler    | Skoki akrobatyczne | Alaksiej Hryszyn |
| 8.      | 1 lutego    | 2003 | Deer Valley | Skoki akrobatyczne | Dmitrij Archipow |

#### Miejsca w klasyfikacji generalnej
- sezon 1989/1990: 69.
- sezon 1990/1991: 75.
- sezon 1991/1992: 18.
- sezon 1993/1994: 26.
- sezon 1994/1995: 88.
- sezon 1995/1996: 12.
- sezon 1996/1997: 31.
- sezon 1997/1998: 13.
- sezon 1998/1999: 7.
- sezon 1999/2000: 24.
- sezon 2000/2001: 2.
- sezon 2001/2002: 1.
- sezon 2002/2003: 43
- sezon 2003/2004: 133.
- sezon 2004/2005: 82.
- sezon 2005/2006: 41.

#### Miejsca na podium
1. Zermatt – 11 grudnia 1991 (Skoki akrobatyczne) – 2. miejsce
2. Breckenridge – 19 stycznia 1992 (Skoki akrobatyczne) – 1. miejsce
3. Piancavallo – 16 grudnia 1993 (Skoki akrobatyczne) – 3. miejsce
4. Hasliberg – 13 marca 1994 (Skoki akrobatyczne) – 1. miejsce
5. Tignes – 9 grudnia 1995 (Skoki akrobatyczne) – 1. miejsce
6. Kirchberg in Tirol – 3 lutego 1996 (Skoki akrobatyczne) – 1. miejsce
7. La Plagne – 16 lutego 1996 (Skoki akrobatyczne) – 2. miejsce
8. Altenmarkt – 14 marca 1996 (Skoki akrobatyczne) – 3. miejsce
9. Altenmarkt – 16 marca 1996 (Skoki akrobatyczne) – 1. miejsce
10. La Plagne – 14 grudnia 1996 (Skoki akrobatyczne) – 2. miejsce
11. Hasliberg – 2 marca 1997 (Skoki akrobatyczne) – 1. miejsce
12. Hundfjället – 14 marca 1997 (Skoki akrobatyczne) – 3. miejsce
13. Mount Buller – 2 sierpnia 1997 (Skoki akrobatyczne) – 1. miejsce
14. Mont Tremblant – 9 stycznia 1998 (Skoki akrobatyczne) – 1. miejsce
15. Mont Tremblant – 10 stycznia 1998 (Skoki akrobatyczne) – 2. miejsce
16. Whistler Blackcomb – 25 stycznia 1998 (Skoki akrobatyczne) – 1. miejsce
17. Altenmarkt – 13 marca 1998 (Skoki akrobatyczne) – 1. miejsce
18. Mont Tremblant – 8 stycznia 1999 (Skoki akrobatyczne) – 1. miejsce
19. Steamboat Springs – 17 stycznia 1999 (Skoki akrobatyczne) – 3. miejsce
20. Piancavallo – 26 lutego 2000 (Skoki akrobatyczne) – 1. miejsce
21. Mount Buller – 12 sierpnia 2000 (Skoki akrobatyczne) – 1. miejsce
22. Mount Buller – 13 sierpnia 2000 (Skoki akrobatyczne) – 1. miejsce
23. Whistler Blackcomb – 2 grudnia 2000 (Skoki akrobatyczne) – 2. miejsce
24. Sunday River – 27 stycznia 2001 (Skoki akrobatyczne) – 3. miejsce
25. Mount Buller – 8 sierpnia 2001 (Skoki akrobatyczne) – 1. miejsce
26. Mont Tremblant – 12 stycznia 2002 (Skoki akrobatyczne) – 1. miejsce
27. Mont Tremblant – 13 stycznia 2002 (Skoki akrobatyczne) – 3. miejsce
28. Lake Placid – 20 stycznia 2002 (Skoki akrobatyczne) – 1. miejsce
29. Mount Buller – 7 września 2002 (Skoki akrobatyczne) – 3. miejsce
30. Mount Buller – 4 września 2005 (Skoki akrobatyczne) – 2. miejsce

- W sumie 17 zwycięstw, 6 drugich i 7 trzecich miejsc.